# Puncturella pauper
Puncturella pauper är en snäckart som beskrevs av Dall 1927. Puncturella pauper ingår i släktet Puncturella och familjen nyckelhålssnäckor. Inga underarter finns listade i Catalogue of Life.